# Michelle Stafford
Michelle Stafford (Chicago, 14 settembre 1965) è un'attrice statunitense.
È nota per il ruolo di Phyllis Summers in Febbre d'amore e di Nina Reeves in General Hospital.

## Carriera
Fra i suoi molti ruoli, sicuramente quello più noto è quello di Phyllis Summers nella soap opera Febbre d'amore. Quando fu aggiunta al cast nel 1994, fu presentata nel ruolo di una fan accanita della rock star Danny Romalotti (Michael Damian), che rapisce Danny dalla moglie Christine Blair (Lauralee Bell).
Stafford lasciò lo show nel 1997 e il personaggio di Phyllis ritornò nel 2000 con un comportamento più maturo. Lascia la soap nel 2013 per poi tornare dal 2019.
Questo ruolo procurò a Michelle un Daytime Emmy nel 2003. Vinse lo stesso premio anche nel 2004 e fu poi nominata nuovamente nel 2006. 
Dal dicembre del 2006 al febbraio del 2007, Stafford ottenne il ruolo di Sheila Carter che prima aveva Kimberlin Brown.
Nel 2007, la Stafford apparve nel talk show di Tyra Banks come sostegno nella di lei "soap opera school"
Michelle apparve anche in una pubblicità della Toyota.
Nel 2014 entra nel cast della soap opera General Hospital nel ruolo di Nina Reeves restando fino al 2019.

## Filmografia

### Cinema
- Body of Influence, regia di Gregory Dark (1993)
- Colpevole d'innocenza (Double Jeopardy), regia di Bruce Beresford (1999)
- Attraction, regia di Russell DeGrazier (2000)
- Cottonmouth, regia di James Dalthorp (2002)
- Vampires Anonymous, regia di Michael Keller (2003)
- Totally Baked, regia di Lee Abbott (2007) - (Segmento "Reunion Party")
- Parker, regia di Taylor Hackford (2013)
- Durant's Never Closes, regia di Travis Mills (2016)

### Televisione
- Another Midnight Run, regia di James Frawley (1994)
- Tale madre, tale figlia (Like Mother, Like Daughter), regia di Robert Malenfant (2007)
- The Grove, regia di Karen Wilkens e Susan Flannery (2013)
- Earthfall, regia di Steven Daniels (2015)

### Serie TV
- Tribes - serie TV, 30 episodi (1990)
- Renegade - serie TV, episodi 2x17 (1994)
- Models Inc. - serie TV, episodi 1x17 (1994)
- Febbre d'amore (The Young and the Restless) - serie TV, 1757 episodi (1994-1997, 2000-2013, 2019-in corso)
- Pacific Palisades - serie TV, 13 episodi (1997)
- Players - serie TV, episodi 1x13 (1998)
- Due ragazzi e una ragazza (Two Guys, a Girl and a Pizza Place) - serie TV, episodi 1x6 (1998)
- Un detective in corsia (Diagnosis Murder) - serie TV, episodi 7x7-7x8 (1999)
- JAG - Avvocati in divisa (JAG) - serie TV, episodi 5x9 (1999)
- V.I.P. (V.I.P. Vallery Irons Protection) - serie TV, episodi 2x19 (2000)
- Frasier - serie TV, episodi 9x3 (2001)
- Giudice Amy (Judging Amy) - serie TV, episodi 3x20 (2002)
- Clubhouse - serie TV, episodi 1x7 (2005)
- Streghe (Charmed) - serie TV, episodi 8x4 (2005)
- Ringer - serie TV, episodi 1x3 (2011)
- The Celibate - serie TV, episodi 1x2 (2012)
- The Stafford Project - serie TV, 10 episodi (2013)
- The Secret Mind of a Single Mom - serie TV, 4 episodi (2015)
- General Hospital - serie TV, 416 episodi (2014-2019)

## Premi e riconoscimenti
- Daytime Emmys, Outstanding Lead Actress (2004)
- Daytime Emmys, Outstanding Supporting Actress (1997)
- Daytime Emmys, Outstanding Lead Actress (2003, 2004, 2005, 2007, 2008)
- Daytime Emmys, Outstanding Supporting Actress (1996, 1997)
- Daytime Emmys, Outstanding Lead Actress (2003, 2004, 2005, 2007, 2008)

## Doppiatrici italiane
Nelle versioni in italiano dei suoi lavori, Michelle Stafford è stata doppiata da:
- Stefanella Marrama in Colpevole d'innocenza[1]
- Claudia Penoni in Febbre d'amore[2]